# Mosquée Magoki-Attari
La mosquée Magoki-Attari (ouzbek : Magʻoki attori masjidi) est un édifice d'architecture médiévale, une mosquée à coupoles et colonnes, datant du XIIe siècle au XVIe siècle, située dans le centre de la ville de Boukhara (Ouzbekistan). Elle s'élève jusqu'à 4,5 m au-dessus du niveau du sol. La décoration sculptée en façade rend l'ensemble très intéressant.
Il s'agit de l'édifice le plus ancien parmi ceux conservés à Boukhara. Il se situe au centre ville, entre le bourg de Chakhristan (ru) et le canal Chakhroud (ru), à la coupole marchande du nom de Toki Sarrofon (ru), sur le territoire de bazars qui ont fonctionné jusqu'aux années 1930,,.
Dans le cadre de la protection du Centre historique de Boukhara, en 1993, la mosquée a été incluse dans la Liste du patrimoine mondial en Ouzbékistan et abrite aujourd'hui le musée du tapis.

## Dénomination
Le nom de la mosquée a été modifié à plusieurs reprises. Du IXe siècle au début du  XIIIe siècle, elle s'appelait Мâh (en persan : Lune) ; au XVIe siècle Magok ou Magoki Attari (fossé des pharmaciens) ; au XVIIe siècle, pour ne pas la confondre avec la mosquée Magoki Kourpa (ru), elle est rebaptisée Magoki koukhna (Ancien Magok),.

## Histoire
Les marches traditionnelles mènent à un bâtiment en montant. Mais à Boukhara, au contraire, les marches descendent en entrant vers l'intérieur. Plus les édifices culturels sont anciens, plus ils recouvrent des couches d'anciens soubassements détruits au cours du temps. Et le public entre dans le bâtiment en pénétrant dans les profondeurs de l'histoire ancienne par les couches superposées de dépôts d'anciennes fondations d'édifices antérieurs. La différence entre les couches du XXe siècle et celles du XIIe siècle est particulièrement frappante dans la descente vers cette mosquée Magoki-Attari.
Les premières mosquées sont apparues en Transoxiane, introduites par les Arabes de Mésopotamie après la conquête musulmane de la Transoxiane, mais seulement dans les grandes villes, dans le but de convertir les populations à la nouvelle foi islamique. Elles sont souvent construites à l'emplacement des lieux de cultes qui précédaient l'islamisation. Ainsi à Boukhara, la mosquée Magoki-Attari est installée à l'emplacement de l'ancien temple du feu. Son histoire remonte à la lointaine région historique de Sogdiane, quand, à cet emplacement, se trouvait le bazar Мâh (en persan : Lune), où, lors des fêtes de Norouz, se vendaient des images de divinités populaires.
Avec l'approbation des autorités islamiques, la première mosquée entre le canal Chakhristan et le canal Chakhroud, sur le territoire des bazars, est entrée en fonction depuis l'époque de la première islamisation jusqu'aux années de l'époque soviétique de 1930. Elle est édifiée à l'emplacement d'un temple païen et s'appelle Mâh. Selon d'autres versions, un fidèle fervent converti, s'est adressé aux autorités islamiques, pour transformer sa propre maison en mosquée,,.
Des études archéologiques ont appris qu'à la fin des IXe siècle et XIe siècle, à l'emplacement de la mosquée, se trouvaient deux édifices monumentaux. La mosquée la plus basse avait des murs extérieurs en briques depuis le niveau du sol qui s'appuyaient sur de puissantes poutres en bois soutenues par des colonnes également de bois, mais sculptées. Les archéologues ont établi que c'est à cet endroit que se trouvait précédemment un temple du zoroastrisme, qui a été transformé plus tard en mosquée ; à l'extérieur, la mosquée était décorée de sculptures en terre cuite. Elle a été réduite en cendres lors du grand incendie de la ville de l'année 937 et est restée longtemps en ruine. Une nouvelle mosquée a été alors édifiée en briques cuites dans des dimensions plus petites. À l'intérieur, elle était décorée de fresques murales, de sculptures en argile (gantch). Avec le temps, la mosquée s'est délabrée et dans la seconde moitié du XIIe siècle un nouvel édifice a été construit.
Peu à peu, celui-ci s'est effondré et en particulier, au XVe siècle, son portail sud. Durant la première moitié du XVIe siècle, la mosquée s'est retrouvé immergée dans le sol sous les ruines précédentes, si bien que Abdoulaziz khan (ru), durant la période de reconstruction de la ville, à même voulu la démolir entièrement. Mais le chef du soufisme Naqshbandiyya, Makhdoumi Azam (ru) (mort en 1542), qui aimait prier et méditer dans cette mosquée Magoki-Attari, l'en a empêché. C'est ainsi que la mosquée a été restaurée suivant ses anciens plans, mais avec certaines modifications. Les colonnes rondes anciennes de l'intérieur ont été remplacées par des colonnes carrées, sur lesquelles repose une coupole double, une niche mihrab revêtue de marbre est installée. Dans la partie supérieure du mur du côté est est aménagée une entrée et un petit vestibule, reliés par un escalier à la salle de la mosquée. Dans la niche du portail devant le vestibule, au-dessus de l'entrée de la mosquée a été placée une mosaïque avec la date de la reconstruction, qui a été conservée pour partie jusqu'à aujourd'hui.
On considère qu'avant la construction de la première synagogue à Boukhara, les Juifs priaient dans les mêmes locaux que les musulmans à Magoki-Attari. Selon d'autres versions, les Juifs de Boukhara priaient en même temps mais dans un angle différent de la pièce. Selon d'autres sources encore, les Juifs arrivaient quand les musulmans avaient terminé leurs prières. Cela peut peut-être expliquer la coutume chez les Juifs de Boukhara qui consiste à terminer la prière du matin avec ces mots Chalom aleichem (Que la paix soit avec vous). Cette coutume n'existe pas chez les Juifs européens.
Au début du XXe siècle, la mosquée était presque recouverte de terre jusqu'à la toiture, et ne se dressaient plus que des coupoles délabrées et une partie du portail du XVIe siècle. Dans les années 1930, des recherches archéologiques et des travaux de restauration importants ont été entrepris et poursuivis dans les années 1970-1980. Malheureusement, les fouilles entreprises par Vassili Chichkine à la mosquée Magoki-Attari n'ont pas réussi à dégager des résultats à cause de l'intensité du flux d'eau souterraine qui s'écoule à une profondeur de 12 mètres sous la surface du sol et qui coule sur la couche du sous-sol continental.
Depuis 1991, à la mosquée Amgoki-Attari, sont exposées les pièces du musée du tapis. On y trouve de beaux exemples de tapis ouzbeks, de tapis turkmènes, de tapis persans, de tapis kazakhs, de tapis arméniens, de sacoches de selles, et de sacoches garnies pour les yourtes, du XVIIIe siècle au XXe siècle. Les tapis de laine et de soie sont ornés de motifs géométriques, végétaux, cosmologiques et zoomorphiques.
En 1993, la mosquée a été inscrite dans la liste du patrimoine mondial en Ouzbékistan.

## Architecture
La mosquée est un bâtiment rectangulaire de dimension 13,35 × 17,6 m, disposée d'est en ouest. Six piliers rectangulaires massifs divisent son espace en 12 parties, l'ensemble étant recouvert de coupoles ; au milieu du mur occidental est placée une mihrab. La base du bâtiment se trouve à plus de 4,5 m en dessous du niveau actuel du sol,.
La mosquée a deux entrées. Celle du sud a été dégagée par la restauration des années 1934-1935. Son portail pishtak (dont l'arche principale n'a pas été conservée), est orné d'une sculpture en terre cuite, avec des inserts de gantch (gypse et argile) sculptés et une inscription en majolique bleue sur l'archivolte de l'arc intérieur de l'entrée. Ce décor unique par sa beauté remonte sans doute au XIIe siècle, à l'époque des Qarakhanides, quand Boukhara était un des plus grands centres de constructions architecturales de l'est. À la même époque, la structure interne de la mosquée était telle que le sol de la partie intérieure se situait au même niveau que le sol du portail sud.
L'entrée orientale a la forme traditionnelle d'un petit portail et a été construite au XVIe siècle et reconstruite dans sa forme actuelle au début du XXe siècle seulement. Elle a été construite au-dessus de stratifications anciennes superposées, c'est pourquoi c'est un escalier grossier qui conduit à l'intérieur de la mosquée et qui encombre la salle sur presque la moitié de sa surface,. À l'intérieur de la niche du portail oriental subsiste une inscription partiellement conservée du XVIe siècle, en lettres jaunes sur un fond bleu. Les inscriptions sont faites en écriture de style canonique thulut. Les diacritique nécessaires à la lecture sont placés régulièrement. Dans la partie supérieure, en lettres blanches, est répétée en caractères de style kufi la phrase Allah est grand.

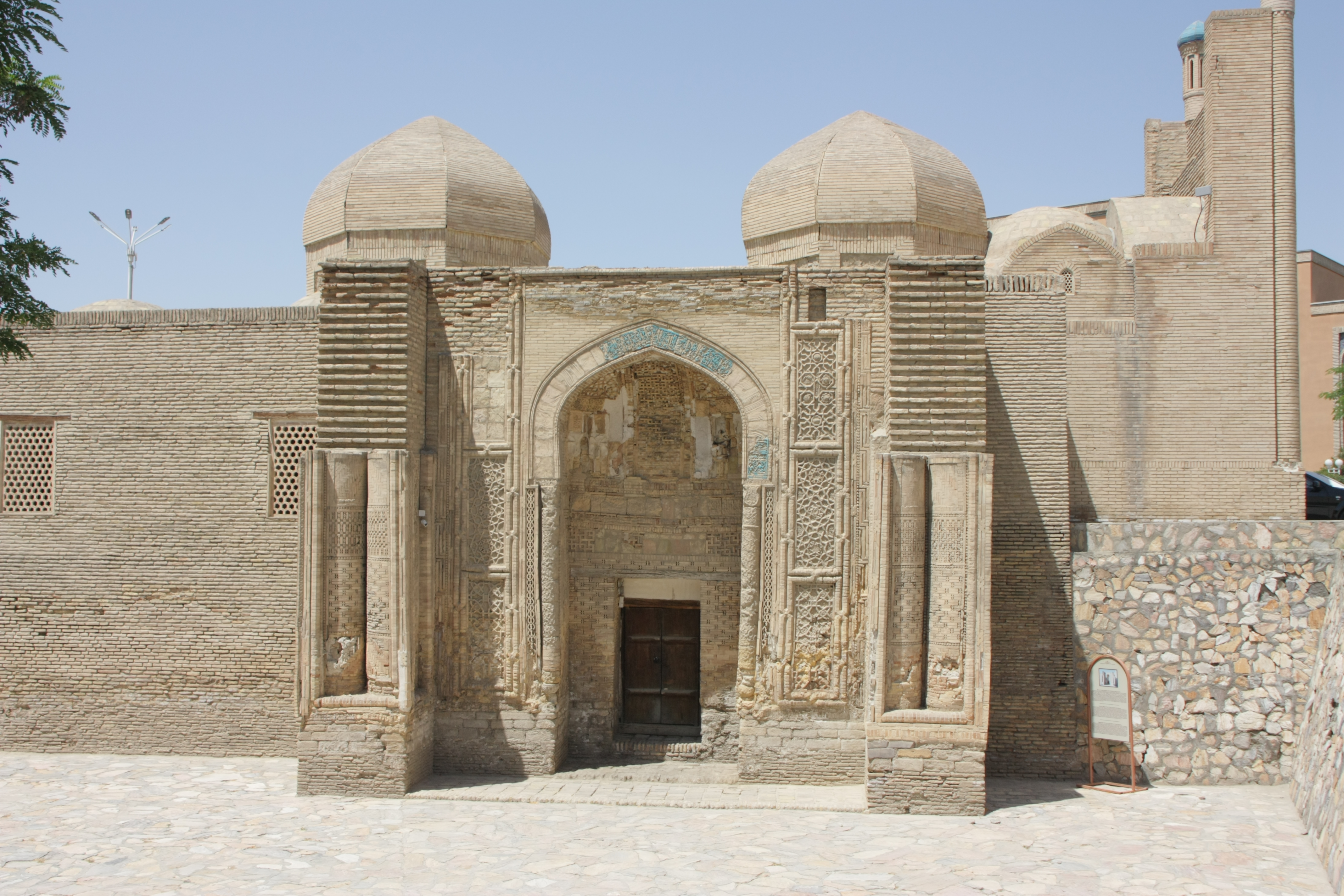
Portail sud XIIe siècle.
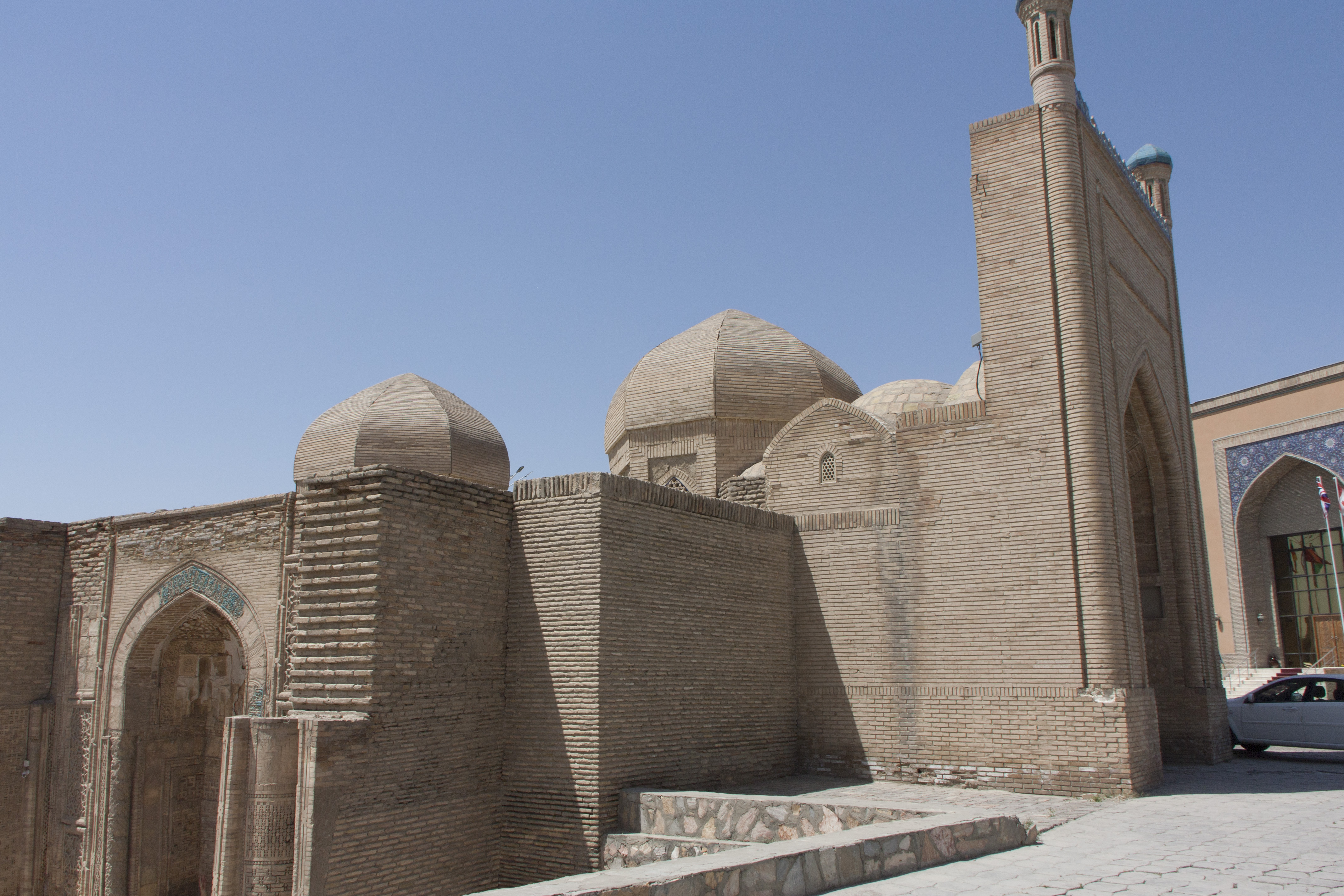
Vue de la mosquée depuis le sud-est.
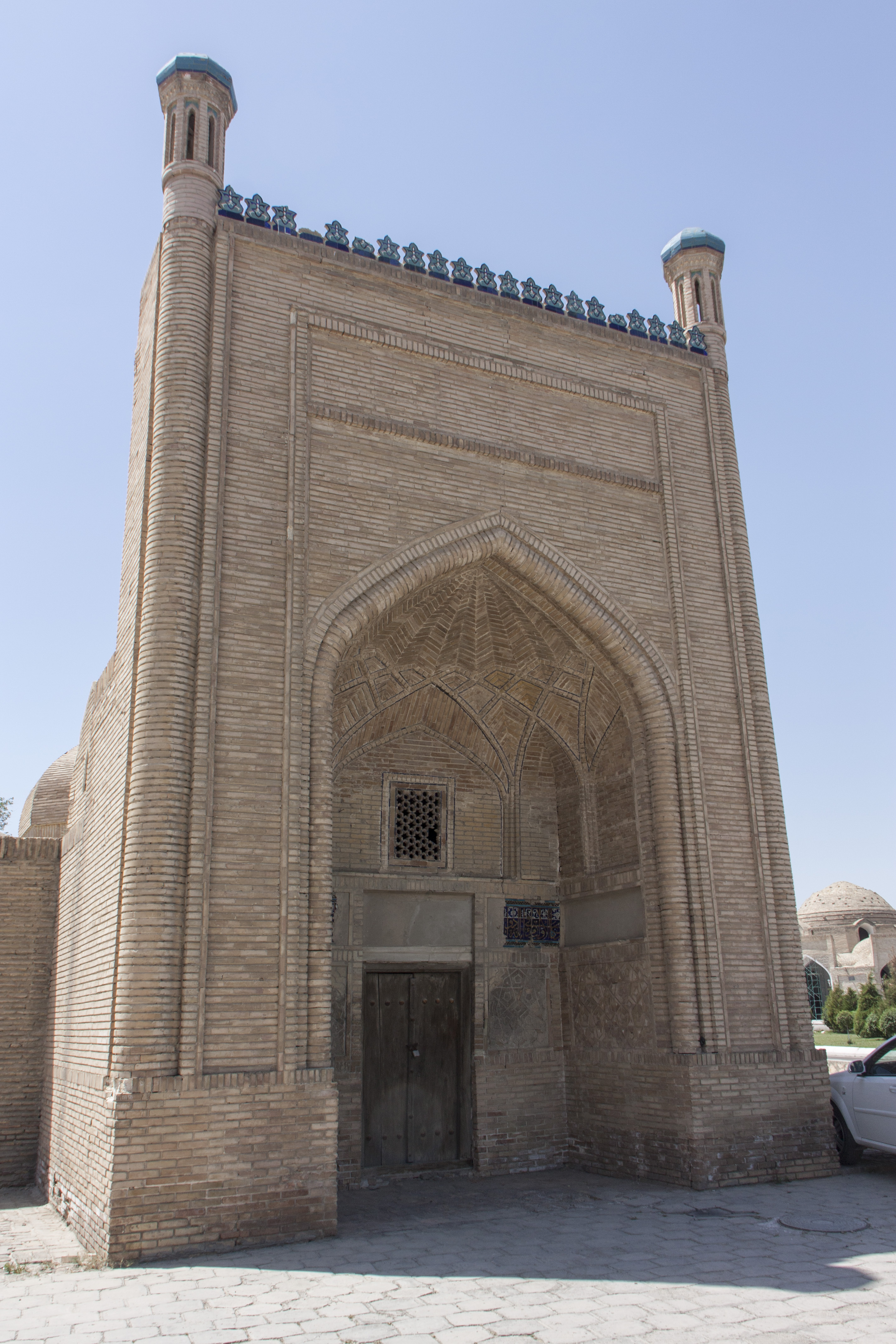
Portail est du XXe siècle.

La mosquée Magoki-Attari à six colonnes est intéressante pour son portail exceptionnellement riche à la conception festive. Son arc est recouvert de petites inscriptions sculptées en terre cuite. Les angles de la niche du portail sont décorés de stalactites, regroupés sous une forme de conque. Les pylônes sont décorés de quatre contre-colonnes, recouvertes sur leur surface courbe de briques polies appariées. La niche du portail est flanquée d'une ceinture de motifs géométriques sculptés d'albâtre. L'arc en ogive qui le surmonte est soutenu de chaque côté par deux colonnes de pierre sculptées. Le portail de la mosquée reprend une système décoratif ancien dans une nouvelle version. La maçonnerie forme des rouleaux qui s'entrelacent entre eux à l'avant des pylônes. Des panneaux décoratifs rectangulaires, allongés verticalement ornent la façade sud. Ils sont entourés de tresses de briques profilées. L'intérieur des panneaux est garni d'ornements géométriques clairs et en relief. Les sculptures sont fortement stylisées, presque abstraites.
Les surfaces arrondies des piliers du portail sont encadrées sur les bords par des bandes verticales de briques poncées. Ils forment à leur surface des panneaux séparés occupés par des briques doubles disposées en quinconce, séparées par des inserts de terre cuite en relief. Le panneau supérieur est décoré différemment par des rangées de briques disposées verticalement alternant avec des rangées de carrés en terre cuite et des losanges disposés en quinconce. Entre les éléments ainsi disposés se forment des surfaces plus ou moins ombragées, qui donnent l'impression d'une composition en treillis. Cet effet est renforcé par l'utilisation d'éléments en terre cuite de différentes nuances. Ainsi les éléments rectangulaires et carrés sont de couleur dorée claire et les éléments en losange sont rouge-ocre.

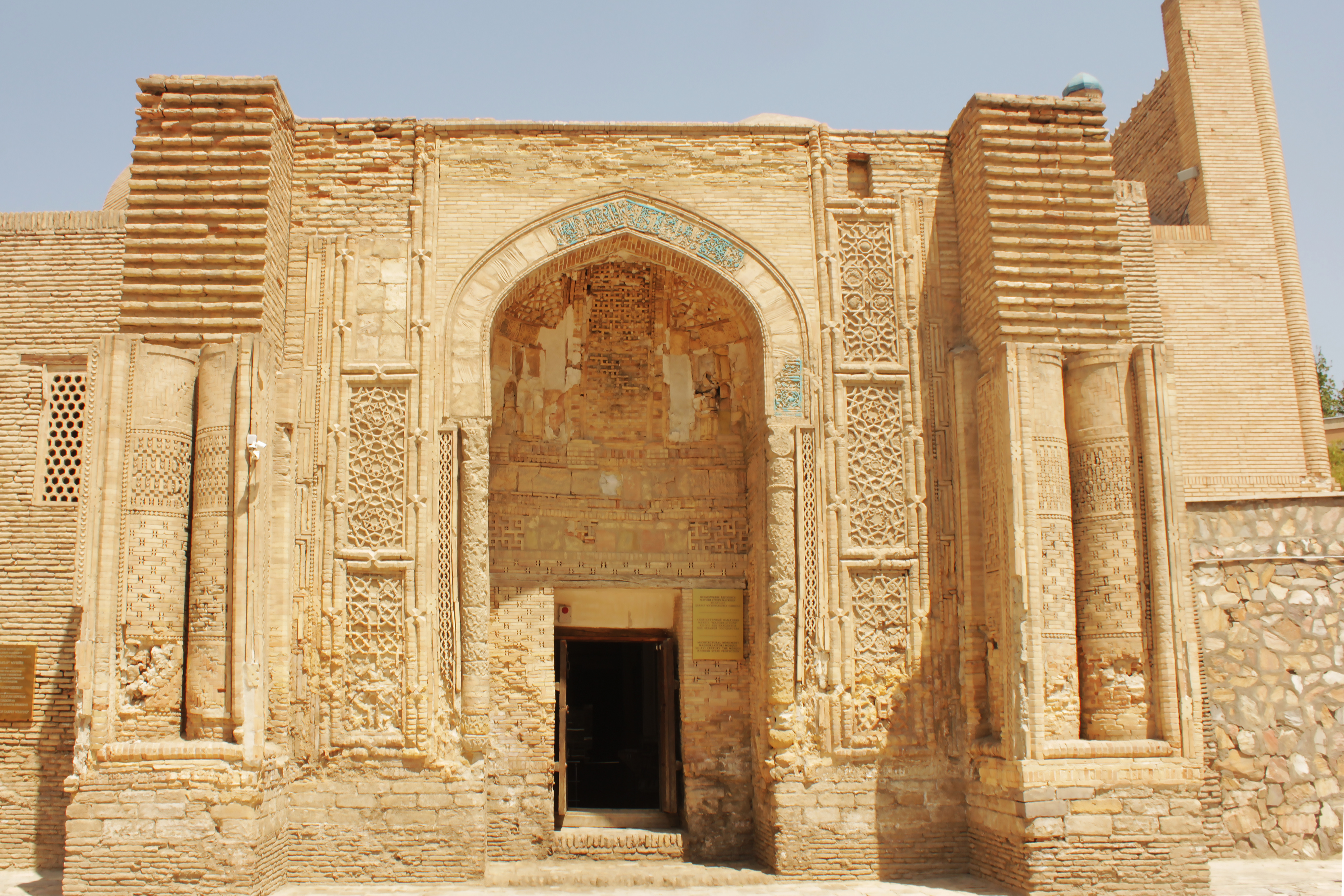
Façade sud.
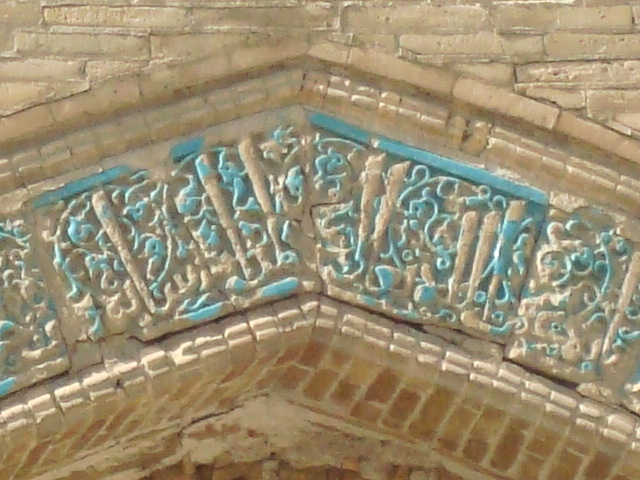
Détails de la façade sud.

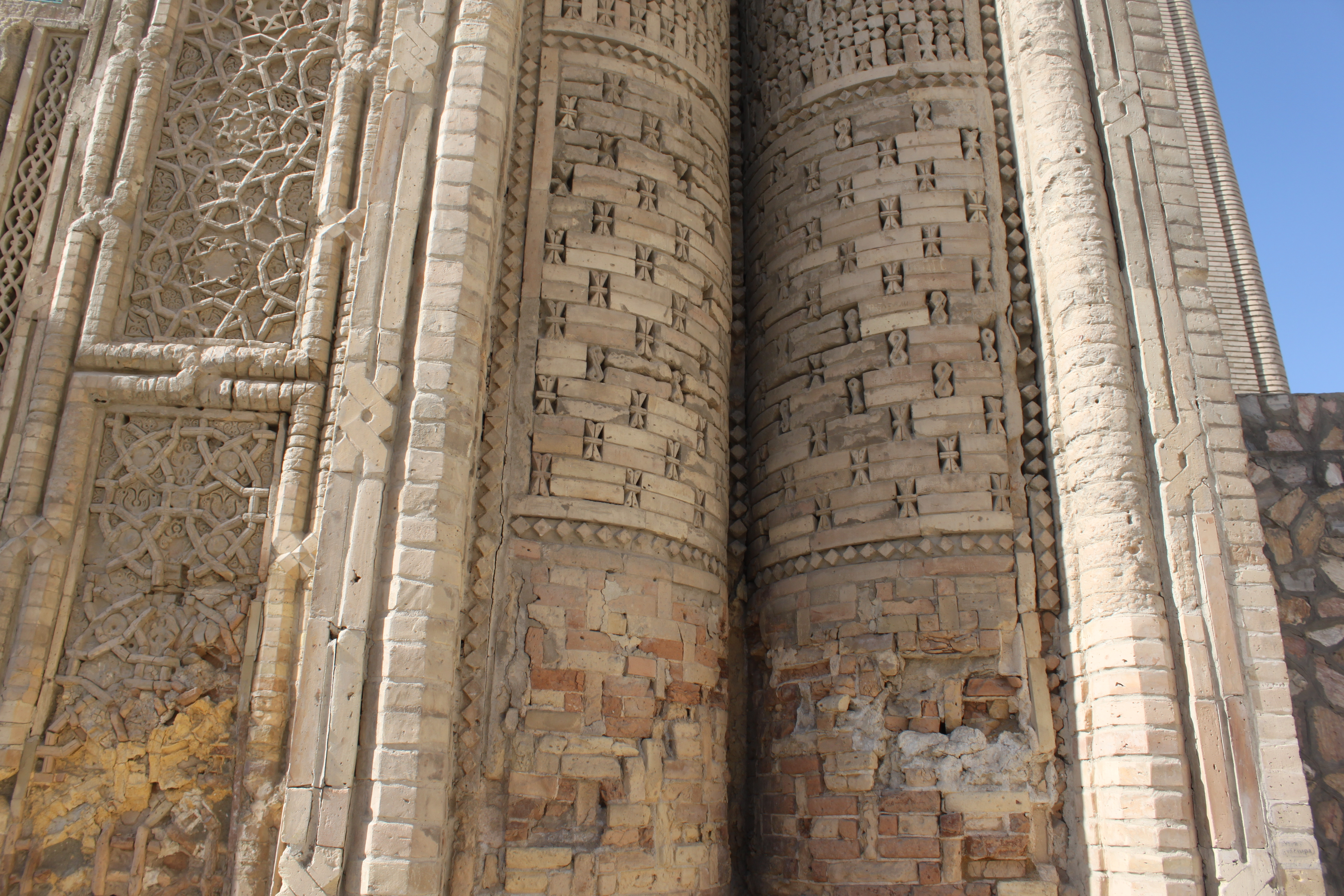
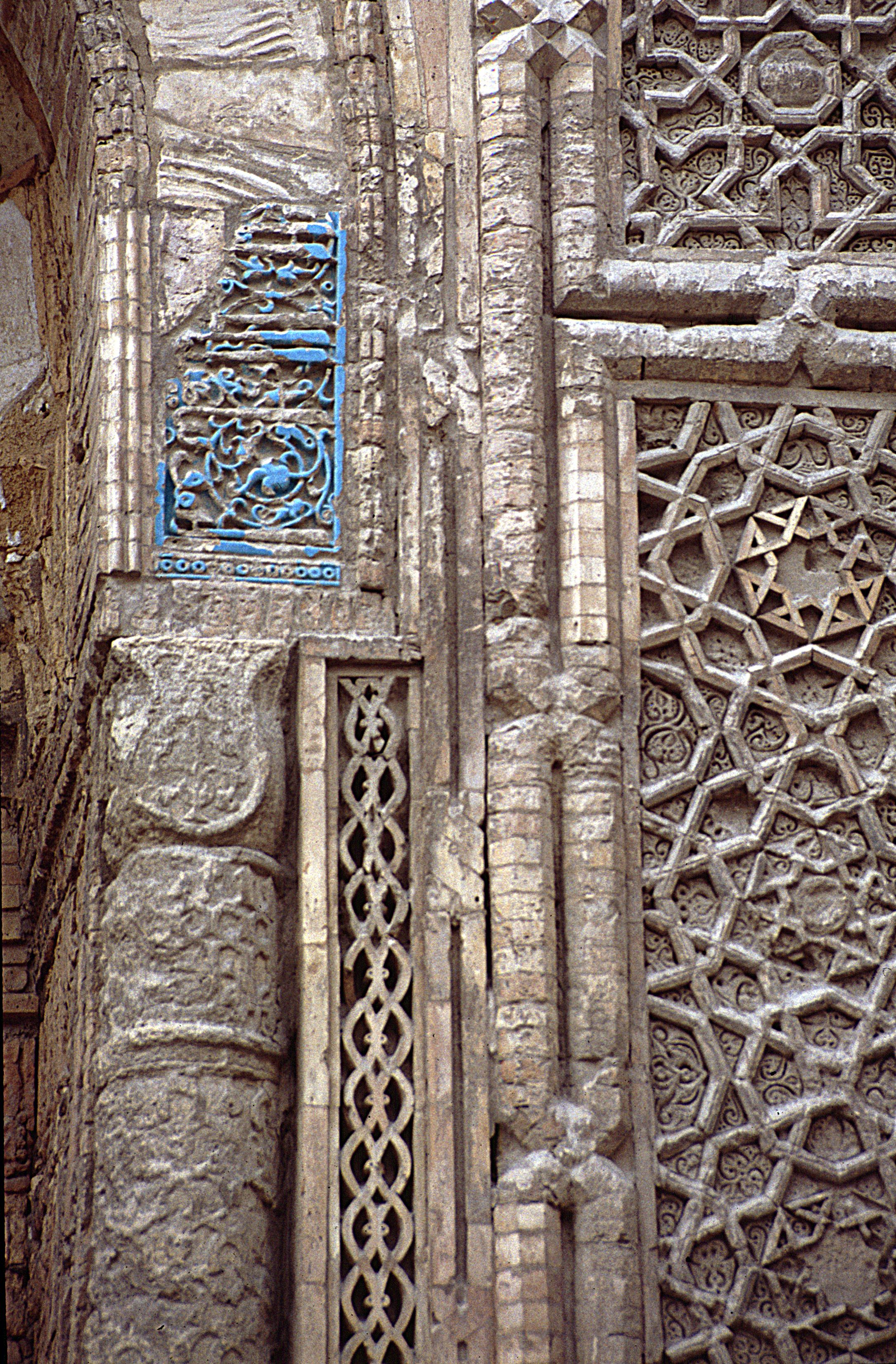
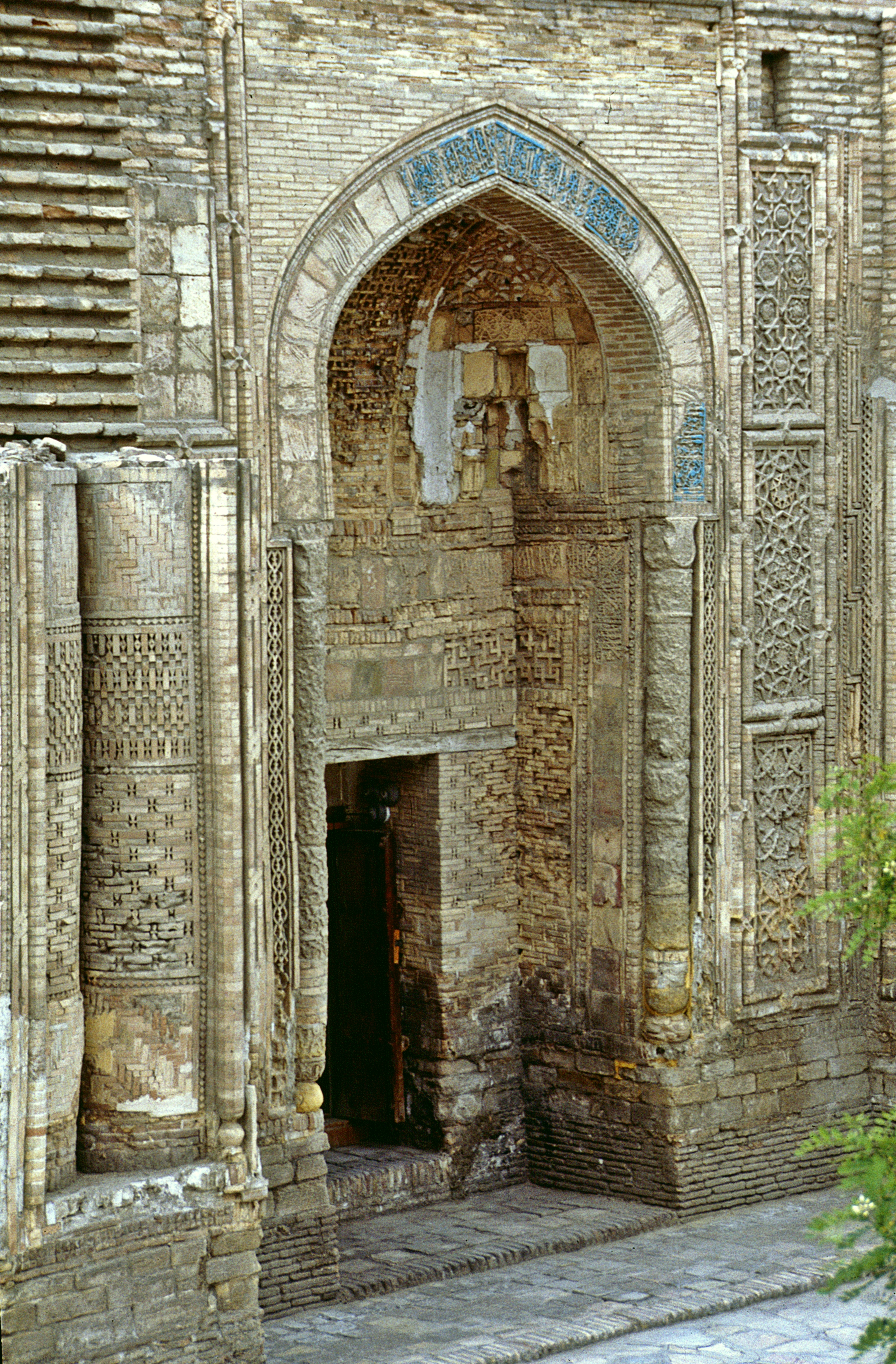

## Biographie
- S. Daniyarov, B Daniyarova et T. Tochtemirova, Ouzbekistan, Paris, Guides peuples du monde, 2020, 478 p. (ISBN 9 782907629 867), p. 155-157
- (ru) A. Arapov, Monuments historiques de l'Ouzbekistan, Т., SMI-ASIA,‎ 2017
- (ru) Épigraphie architecturale d'Ouzbekistan, Тashkent., Uzbekistan today,‎ 2016, 558 p., Boukhara
- (ru) Voronina V L, Histoire de l'art des peuples de l'URSS (История искусства народов СССР), t. 2, Moscou, Изобразительное искуссто,‎ 1973, 444 p., Art d'Asie centrale et du Kazakhstan, p. 9-82
- (ru) P. Zakhidov (Захидов П. Ш.), élements architecturaux des vallées de Zarafchanski (Архитектурные памятники Зарафшанской долины), Tachkent., Ouzbekistan,‎ 1985, 64 p.
- (ru) Moukhamedjanov A. (Мухамеджанов А. Р.), « Résultats des recherches archéologiques de Boukhara (Результаты археологических исследований на территории города Бухары) », 1, Общественные науки в Узбекистане,‎ 1984
- (ru) V. Nilssen (Нильсен В. А.) et Piliaskovo (Под. ред. Пилявского В. И.), АDécor architectural d'Ouzbekistan (Aрхитектурный декор памятников Узбекистана), Saint-Pétersbourg, Ленинград Стройиздат,‎ 1974, 272 p.
- (ru) Galina Pougatchenkova, « Contribution des peuples de l'Ouzbekistan à l'architecture mondiale musulmane au IX-XII (Вклад народов Узбекистана в архитектуру мусульманского мира IX—XII веков) », 12, Общественные науки в Узбекистане,‎ 1998
- (ru) Galina Pougatchenkova (Пугаченкова Г. А.), Sur les anciens édifices de Samarcande et Boukhara (По древним памятникам Самарканда и Бухары), Moscou., Искусство,‎ 1968, 205 p.
- (ru) Khmelnitski (Хмельницкий С. Г.), Entre les Arabes et les Turcs (Между Арабами и Тюрками. Раннеисламская архитектура Средней Азии), Berlin—Riga, GAMAJUN,‎ 1992, 344 p.